# Andradóttir
Andradóttir ist ein isländischer Name.

## Bedeutung
Der Name ist ein Patronym und bedeutet Andris Tochter. Andra ist der Genitiv von Andri in der isländischen Sprache. Die männliche Entsprechung ist Andrason (Andris Sohn).

## Namensträgerinnen
- Amanda Jacobsen Andradóttir (* 2003), norwegisch-isländische Fußballspielerin
- Hrund Ólöf Andradóttir (* 1972), isländische Bauingenieurin